# KK Šiauliai
Maillots
Le Krepšinio Klubas Šiauliai est un club lituanien de basket-ball, le club majeur de la ville de Šiauliai. Il évolue en LKL. Il s'agit depuis quelques années du 3e meilleur club du pays derrière les incontournables Lietuvos Rytas et Žalgiris Kaunas.
L'équipe, entraînée pendant 8 ans par Antanas Sireika, n'aligne dans ces rangs que des joueurs lituaniens, alors que la ligue qui considère comme joueurs nationaux tout ressortissant d'un des pays baltes.

## Bilan sportif

### Palmarès
| Compétitions nationales | Compétitions régionales                                | Compétitions internationales |
| - Néant                 | - Ligue baltique : - Vainqueur (3) : 2014, 2015, 2016. | - Néant                      |

### Bilan saison par saison
| Saison      | Championnat national | Championnat national | Championnat national | Championnat national | Championnat national | Championnat national | Championnat national | Championnat national | Championnat national | Coupe nationale | Compétitions régionales | Compétitions régionales             | Compétitions européennes | Compétitions européennes | Compétitions européennes |
| Saison      | Niveau               | Division             | Classement           | Pts                  | MJ                   | V                    | D                    | %V                   | Playoffs             | Coupe nationale | Compétition             | Résultat                            | Niveau                   | Compétition              | Résultat                 |
| ----------- | -------------------- | -------------------- | -------------------- | -------------------- | -------------------- | -------------------- | -------------------- | -------------------- | -------------------- | --------------- | ----------------------- | ----------------------------------- | ------------------------ | ------------------------ | ------------------------ |
| KK Šiauliai |                      |                      |                      |                      |                      |                      |                      |                      |                      |                 |                         |                                     |                          |                          |                          |
| 1994-1995   | I                    | LBL                  | 4e/11                | 63                   | 40                   | 23                   | 17                   | .575                 | 1/2 finales          | -               | -                       | -                                   | -                        | -                        | -                        |
| 1995-1996   | I                    | LBL                  | 8e/10                | 52                   | 36                   | 16                   | 20                   | .444                 | 1/4 de finale        | -               | -                       | -                                   | 3                        | Coupe Korać              | -                        |
| 1996-1997   | I                    | LBL                  | 4e/10                | 56                   | 36                   | 20                   | 16                   | .556                 | 1/2 finales          | -               | -                       | -                                   | 3                        | Coupe Korać              | -                        |
| 1997-1998   | I                    | LBL                  | 7e/10                | 42                   | 28                   | 14                   | 14                   | .500                 | 1/4 de finale        | ?               | -                       | -                                   | 3                        | Coupe Korać              | -                        |
| 1998-1999   | I                    | LBL                  | 4e/10                | 53                   | 34                   | 19                   | 15                   | .559                 | 1/2 finales          | Finaliste       | -                       | -                                   | 3                        | Coupe Korać              | -                        |
| 1999-2000   | I                    | LBL                  | 4e/9                 | 50                   | 32                   | 18                   | 14                   | .529                 | 1/2 finales          | -               | -                       | -                                   | 3                        | Coupe Korać              | -                        |
| 2000-2001   | I                    | LBL                  | 5e/9                 | 49                   | 32                   | 17                   | 15                   | .531                 | 1/2 finales          | -               | -                       | -                                   | -                        | -                        | -                        |
| 2001-2002   | I                    | LBL                  | 3e/9                 | 50                   | 32                   | 18                   | 14                   | .529                 | 1/2 finales          | -               | -                       | -                                   | -                        | -                        | -                        |
| 2002-2003   | I                    | LBL                  | 3e/10                | 62                   | 36                   | 26                   | 10                   | .722                 | 1/2 finales          | -               | -                       | -                                   | 3                        | Coupe des Coupe FIBA     | -                        |
| 2003-2004   | I                    | LBL                  | 3e/10                | 57                   | 36                   | 21                   | 15                   | .583                 | 1/2 finales          | -               | -                       | -                                   | 4                        | FIBA Europe Cup          | -                        |
| 2004-2005   | I                    | LBL                  | 4e/9                 | 35                   | 24                   | 11                   | 13                   | .458                 | 1/2 finales          | -               | BBL                     | 1/2 finales                         | 4                        | FIBA Europe Cup          | -                        |
| 2005-2006   | I                    | LBL                  | 3e/8                 | 23                   | 14                   | 9                    | 5                    | .643                 | 1/2 finales          | -               | BBL                     | 1/2 finales                         | 3                        | EuroCoupe                | -                        |
| 2006-2007   | I                    | LBL                  | 4e/9                 | 25                   | 16                   | 9                    | 7                    | .563                 | 1/2 finales          | 1/2 finales     | BBL                     | 1/2 finales                         | 3                        | EuroCoupe                | -                        |
| 2007-2008   | I                    | LBL                  | 3e/10                | 30                   | 18                   | 12                   | 6                    | .667                 | 1/2 finales          | 1/2 finales     | BBL                     | 1/4 de finale                       | 2                        | Coupe ULEB               | -                        |
| 2008-2009   | I                    | LBL                  | 3e/11                | 35                   | 20                   | 15                   | 5                    | .750                 | 1/2 finales          | 1/2 finales     | BBL                     | 1/4 de finale                       | 3                        | EuroChallenge            | -                        |
| 2009-2010   | I                    | LBL                  | 3e/13                | 43                   | 24                   | 19                   | 5                    | .792                 | 1/2 finales          | 1/2 finales     | BBL                     | 1/2 finales                         | 2                        | EuroCoupe                | -                        |
| 2010-2011   | I                    | LBL                  | 4e/13                | 38                   | 24                   | 14                   | 10                   | .583                 | 1/4 de finale        | 1/4 de finale   | BBL                     | 1/4 de finale                       | 2                        | EuroCoupe                | -                        |
| 2011-2012   | I                    | LBL                  | 3e/12                | 16                   | 22                   | 16                   | 6                    | .727                 | 1/2 finales          | ?               | BBL VTB United League   | 1/4 de finale Tour de qualification | -                        | -                        | -                        |
| 2012-2013   | I                    | LBL                  | 6e/12                | 60                   | 20                   | 12                   | 8                    | .600                 | 1/4 de finale        | 1/2 finales     | BBL                     | 1/4 de finale                       | -                        | -                        | -                        |
| 2013-2014   | I                    | LBL                  | 6e/11                | 59                   | 34                   | 20                   | 14                   | .588                 | 1/4 de finale        | ?               | BBL                     | Vainqueur                           | -                        | -                        | -                        |
| 2014-2015   | I                    | LBL                  | 7e/11                | 18                   | 40                   | 18                   | 22                   | .450                 | 1/4 de finale        | 1/2 finales     | BBL                     | Vainqueur                           | 3                        | EuroChallenge            | -                        |
| 2015-2016   | I                    | LBL                  | 6e/10                | 18                   | 36                   | 18                   | 18                   | .500                 | 1/4 de finale        | 1/4 de finale   | BBL                     | Vainqueur                           | 3                        | Coupe d'Europe FIBA      | -                        |
| 2016-2017   | I                    | LBL                  | 10e/10               | 6                    | 36                   | 6                    | 30                   | .167                 | -                    | -               | -                       | -                                   | 4                        | Coupe d'Europe FIBA      | -                        |
| 2017-2018   | I                    | LBL                  | 5e/10                | 16                   | 36                   | 16                   | 20                   | .444                 | 1/4 de finale        | 1/4 de finale   | BBL                     | 1/2 finales                         | -                        | -                        | -                        |
| 2018-2019   | I                    | LBL                  | 10e/10               | 7                    | 36                   | 7                    | 27                   | .206                 | -                    | 1/4 de finale   | -                       | -                                   | 3                        | Ligue des champions      | -                        |

## Joueurs et personnalités du club

### Entraîneurs
- 1995-2002 :  Antanas Sireika
- 2003-2005 :  Ramūnas Butautas
- 2008 :  Robertas Giedraitis
- 2008-2012 :  Antanas Sireika
- 2012-2016 :  Gediminas Petrauskas
- 2017- :  Antanas Sireika

### Joueurs emblématiques
- Mindaugas Kuzminskas
- Travis Leslie